# Marceliano de Araújo
Marceliano de Araújo  (Braga, hacia 1690 - 10 de marzo de 1769) fue un escultor portugués.
Como escultor trabajó tanto la madera como la piedra, siendo conocido por su trabajo de tallado en varias iglesias, especialmente del Distrito de Praga.

## Obras
Es el autor de las cajas del órgano de la Catedral de Praga.Policromado y dorado por Manuel Furtado de Oporto, trabajando ambos bajo las órdenes del arquitecto Simon Fontanes de Galicia.

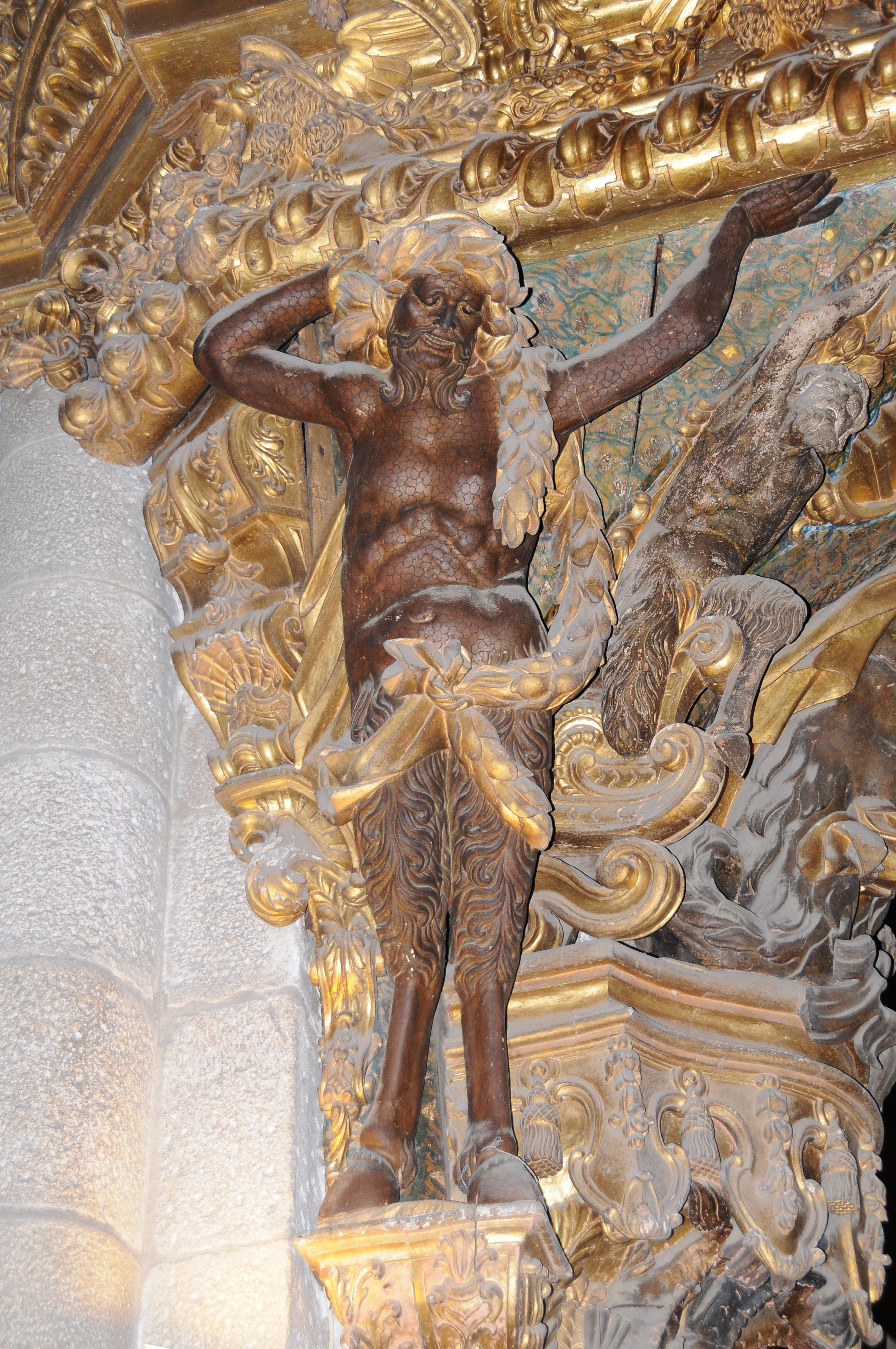
Sátiro del órgano